# Памятник князю Святославу (Запорожье)
Памятник князю Святославу (укр. Пам'ятник князю Святославу) — монумент в Запорожье Великому князю Киевскому Святославу Игоревичу работы скульптора Вячеслава Клыкова. Открыт 15 октября 2005 года рядом с каскадами фонтанов «Радуга» в Вознесеновском парке по инициативе руководителя «Мотор Сич» Вячеслава Богуслаева.
Памятник был приурочен к 1040-летию победоносного похода князя против Хазарского каганата. По замыслу автора Святослав изображён передающим меч потомкам, как бы говоря им «Возьмите меч мой…». По задумке автора памятники Святославу были установлены в один год на Украине и в России (близ села Холки).
Композиция памятника была встречена критикой членов общества «Просвіта»; доктора наук Запорожского национального университета Турченко, Чабаненко и Белоусенко охарактеризовали как издевательство над чувствами украинцев. Среди прочего, критиковался жест с поднятым в ножнах мечом, как при сдаче в плен. Также, при взгляде издалека создаётся впечатление, что Святослав держит в руках крест, хотя Святослав не был сторонником христианства. Глумлением над образом князя назвали памятник местные родноверы.

## Открытие
Для Вячеслава Клыкова фигура князя Святослава была знаковой. Скульптор рассматривал возможность поставить памятник князю на Волге (в районе Калача-на-Дону), недалеко от Белгорода, в Запорожье. В феврале 2005 года памятник был предложен городской власти Запорожья как дар скульптора. Несмотря на последовавшую критику проекта, в том числе обращения к Президенту Украины Виктору Ющенко, вице-премьеру Николаю Томенко, памятник был открыт в октябре 2005 года ко дню города. На открытии присутствовали председатель Верховной Рады Украины Владимир Литвин, городской голова Запорожья Евгений Карташов, скульптор и автор проекта Вячеслав Клыков, народный депутат Украины, председатель Украинского фонда культуры Борис Олейник, народный депутат Украины, директор института археологии Украины Пётр Толочко, шесть Героев Советского Союза, Герой Украины Вячеслав Богуслаев, Герои России, представители казачества и духовенства России и Украины. Вячеславу Богуслаеву в 2007 году за вклад в укрепление славянской культуры и, в частности, за помощь в установке памятника Святославу была присуждена премия имени Вячеслава Клыкова общественной организации «Петровская академия наук и искусств».
В феврале 2017 году у памятника был организован митинг, где почтили погибших в зоне АТО. Акция была организована «Национальным корпусом» и активистами «Азова» и была приурочена к годовщине Широкинской операции.

## Связь с Вознесенским археологическим комплексом
В 1930 году в рамках Днепростроевской историко-археологической экспедиции восточнее села Вознесенка, на месте строительства будущего металлургического комплекса, в ходе раскопок под руководством В. Гринченко был обнаружен Вознесенский археологический комплекс. Он представлял собой средневековое наземное каменное сооружение, где было найдено множество предметов (в том числе оружие, снаряжение воинов, драгоценные украшения).
Одним из членов Днепростроевской экспедиции был археолог Михаил Миллер. Непосредственно Вознесенский памятник он не раскапывал, однако опубликовал о нём работу (1946, 1951), в которой выдвинул гипотезу о том, что комплекс может быть местом погребения князя Святослава. В качестве политических пожеланий Миллер отмечал, что «на том же месте должен быть построен памятник украинскому князю — рыцарю Святославу» Активно популяризировал в газетах и популярных изданиях гипотезу М. Миллера директор Запорожского областного краеведческого музея Г. Шаповалов. Археолог А. Комар связывает возведение памятника Святославу с этой популяризацией и отмечает несостоятельность гипотезы Миллера.

## Описание
Памятник представляет собой 5-метровую бронзовую фигуру князя, стоящего на гранитном постаменте. В правой руке, приподняв, Святослав держит меч острием вниз. Весь вид князя ярко иллюстрирует его решимость и жизнь, практически всю проведенную в военных походах. Согласно летописи князь Святослав был убит в днепровских порогах в 972 году.
Рядом с памятником находится каменная стела с надписями на русском и украинском языках:
| Князь Святослав — выдающийся полководец Киевской Руси. Освободил государство Киевскую Русь от векового угнетения хазарами. В 971 году заставил Византию заключить мир с Киевской Русью. Погиб у Днепровских порогов | Князь Святослав — видатний полководець Київської Русі. Звільнив державу — Київську Русь від вікового поневолення хазарами. У 971 році примусив Візантію укласти мир з Київською Руссю. Загинув біля Дніпровських порогів |